# 班坦
班坦（英語：Bantam）是科科斯（基林）群岛最大的聚居地，位于霍姆岛，人口约为448，主要为科科斯马来人。班坦曾被欧盟列为科科斯（基林）群岛的首府。由于位于热带，该岛全年气温温暖且稳定。